# Col de Clapier

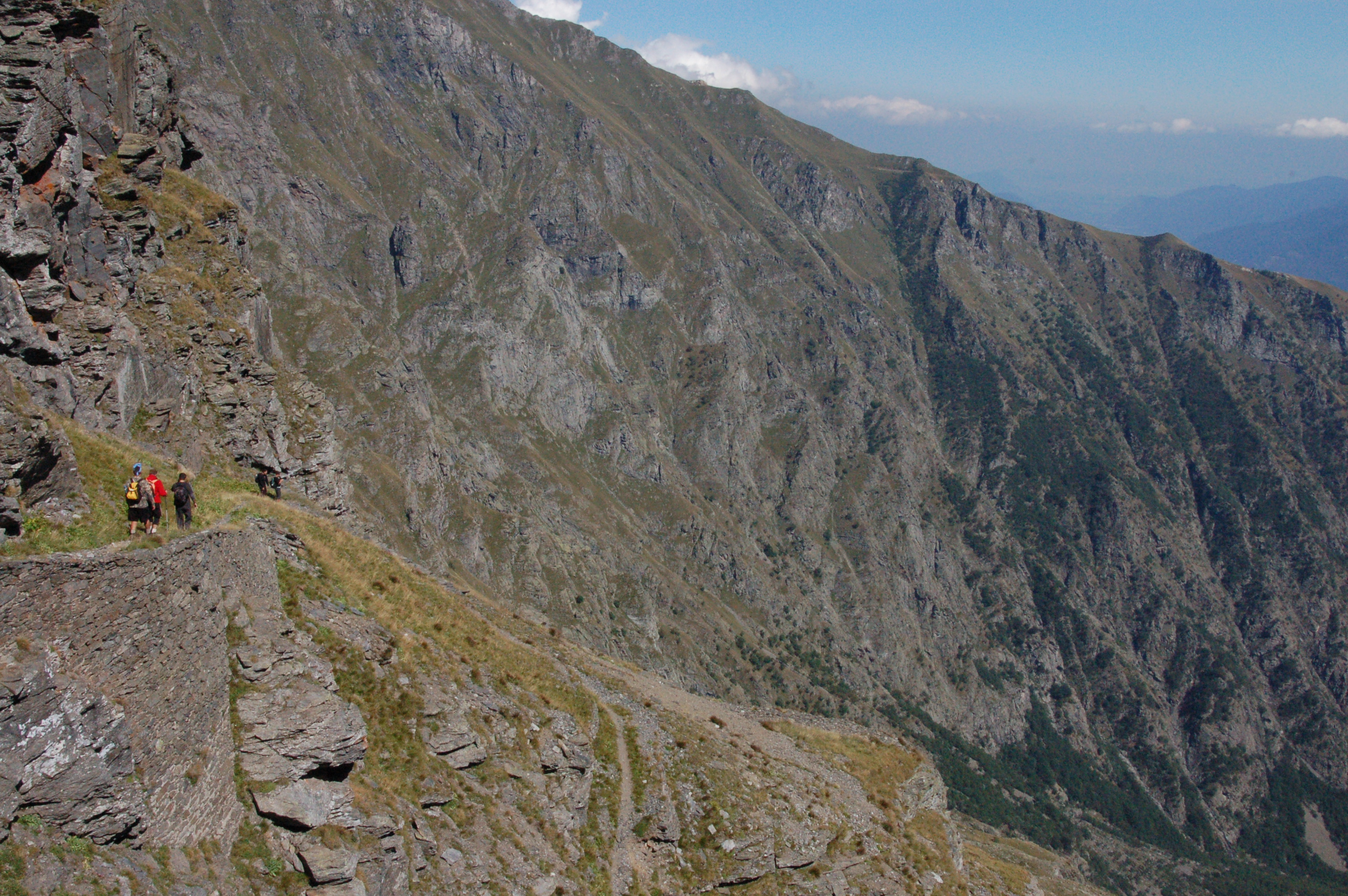
Col de Clapier, Abstieg ins Piemont

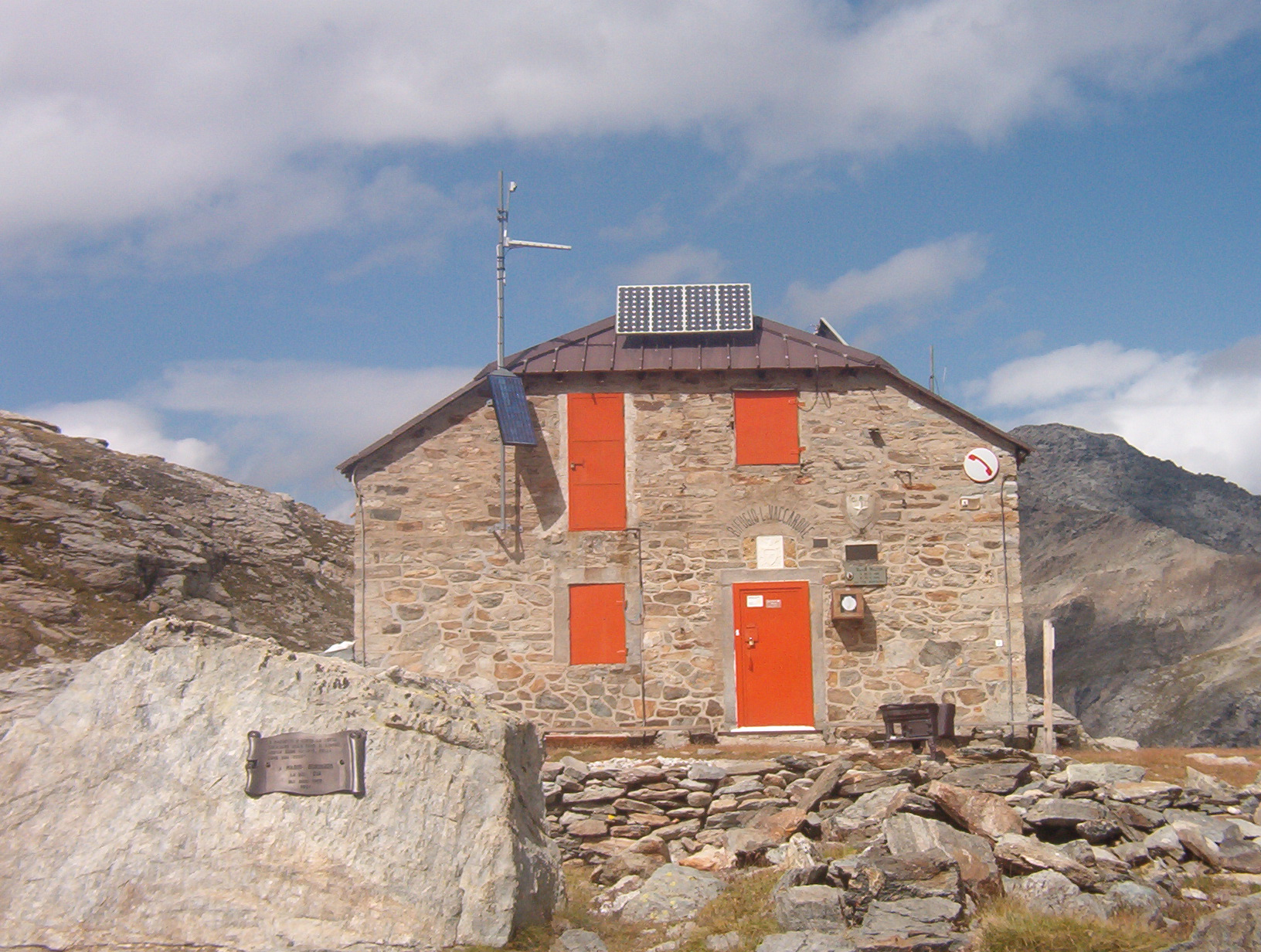
Rifugio Vaccarone

Der Col de Clapier ist ein 2488 m hoher Saumpass über das Mont-Cenis-Bergmassiv in den Cottischen Alpen, zwischen Bramans in Savoyen (Frankreich) und Giaglione im Piemont (Italien). Über den Pass führt keine befestigte Straße, nur zwei Wanderwege: der blaue Weg der Via Alpina und die Alta Via Val di Susa.

## Geschichte

### Hannibals Alpenüberquerung
Einige Forscher halten es für wahrscheinlich, dass hier Hannibal bei seinem Feldzug nach Rom im Oktober 218 v. Chr. die Alpen überquerte.
Für die Hannibal-Hypothese spricht die Übereinstimmung mit den folgenden, in den antiken Beschreibungen erwähnten Merkmalen:
- die Passhöhe ist mit einem großen Heer binnen neun Tagen von der Rhone erreichbar,
- vor der Passhöhe steht ausreichend Platz für ein großes Heerlager zur Verfügung,
- von der Passhöhe ist ostwärts Turin sichtbar und in drei Tagen erreichbar,
- der Abstieg ist sehr steil.

Kein anderer Pass erfüllt diese Bedingungen so gut wie der Col de Clapier. Dass der Pass grundsätzlich infrage kommt, zeigt ein empirischer Beweis: Am 16. September 1979 wurde die Clapier-Strecke mit zwei Elefanten erfolgreich begangen. Aufgrund von Fundmaterial, das möglicherweise mit Hannibals Alpenüberquerung in Zusammenhang steht, kommt jedoch auch der weiter südlich gelegene Col de la Traversette, der aber höher (2947 m) und im oberen Teil steiler und ausgesetzter ist, als Ort von Hannibals Alpenüberquerung infrage. Sicherheit über den Ort von Hannibals Alpenüberquerung kann erst dann gewonnen werden, wenn archäologische Funde dies zweifelsfrei belegen, was bisher nicht gelang.

### Mittelalter und Neuzeit
Bei ihrer Rückkehr aus dem Genfer Exil ins Piemont im Rahmen der glorieuse rentrée im Sommer 1688 ist eine größere Gruppe von Waldensern über den Col de Clapier gezogen.

## Tourismus
Der Pass ist für Mountainbiketouren geeignet.